# Dominik Klein

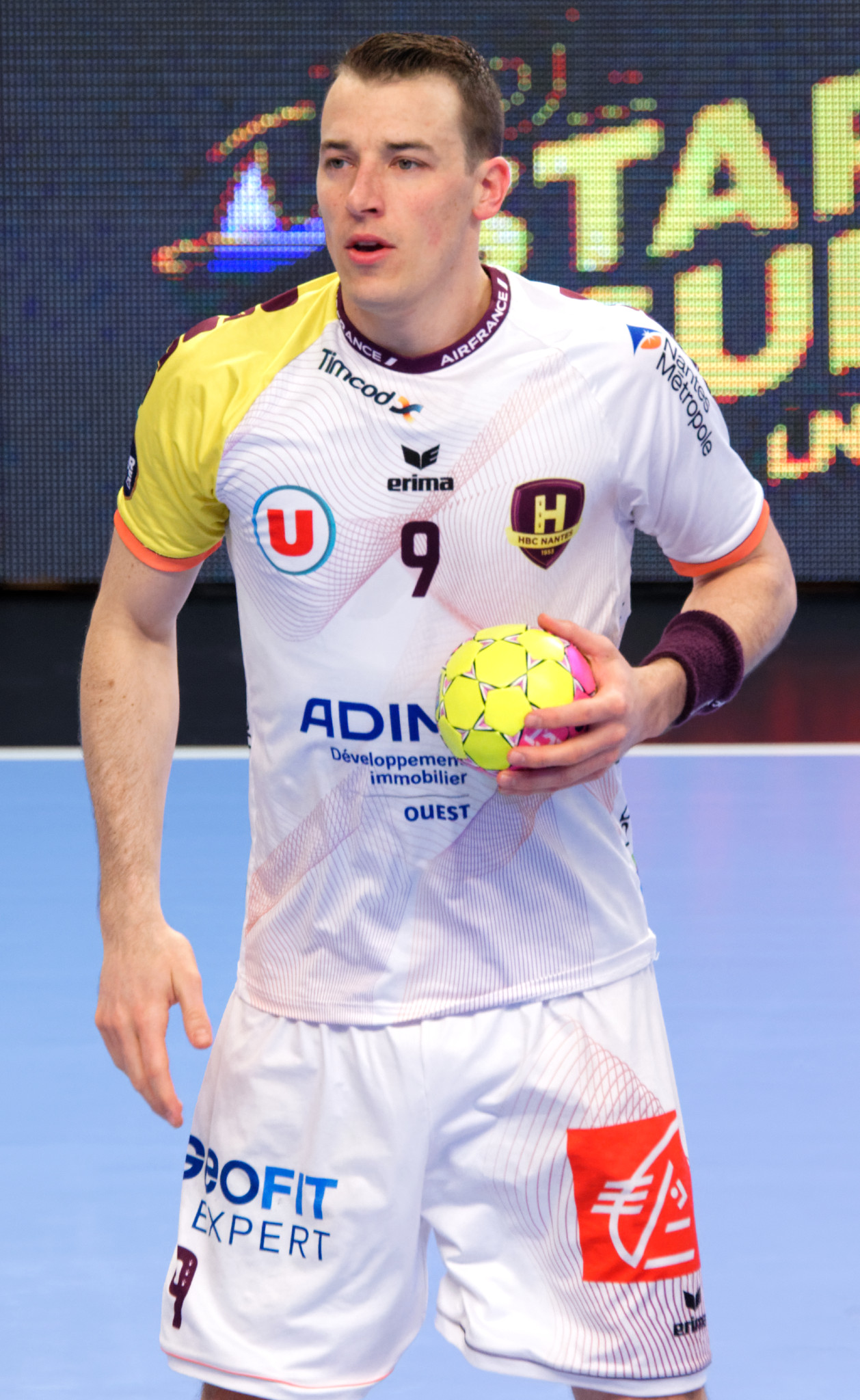
Dominik Klein i HBC Nantes, 2018.

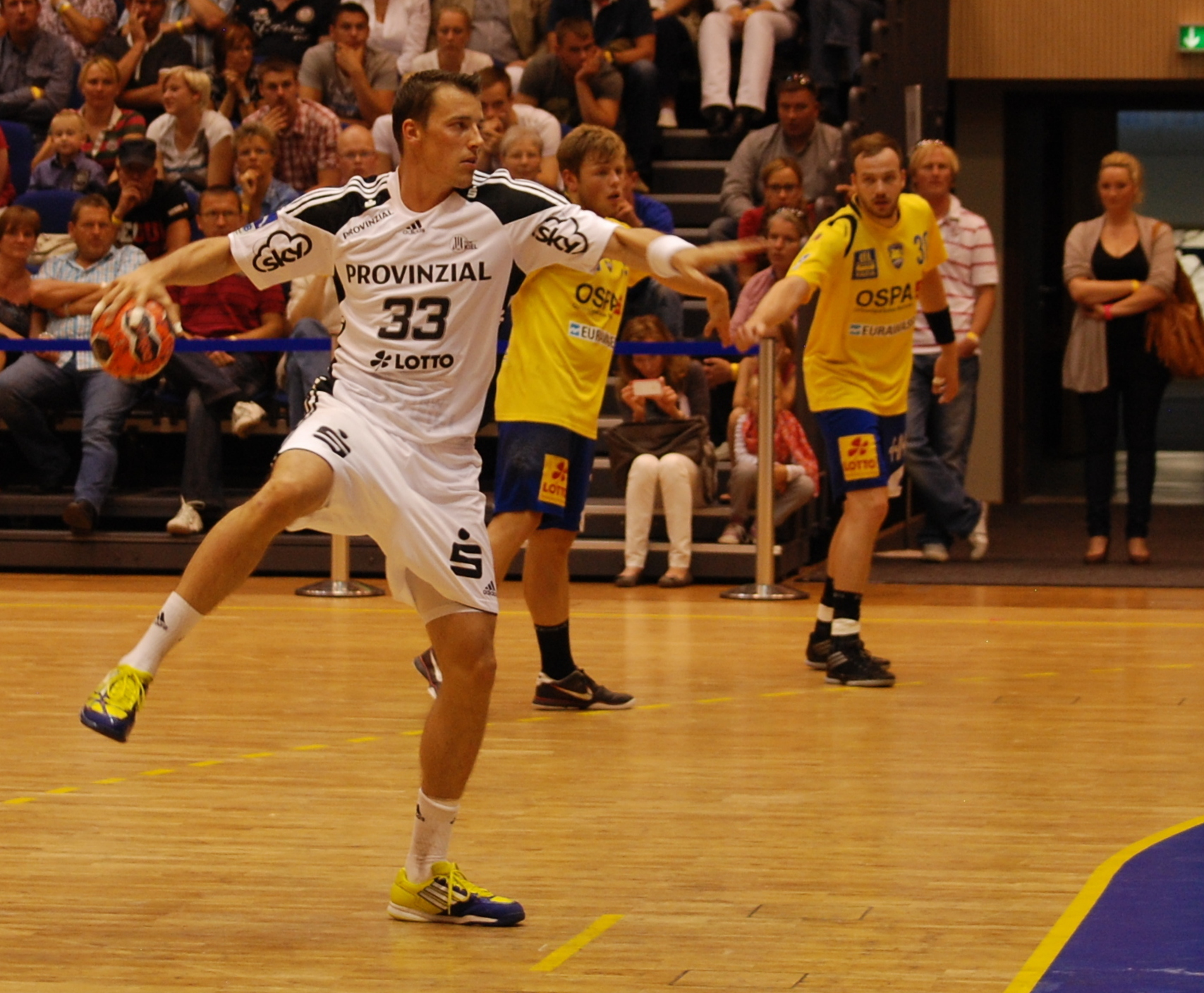
Dominik Klein i THW Kiel, 2012.

Dominik Walter Roland Klein, född 16 december 1983 i Miltenberg, är en tysk tidigare handbollsspelare (vänstersexa). Han är sedan 2009 gift med Isabell Klein (född Nagel), även hon handbollsspelare med landslagsmeriter.
Dominik Klein spelade i Tysklands landslag när de tog guld vid VM 2007 på hemmaplan. Klein var även en av spelarna i det tyska laget vid EM 2008 i Norge.
Klein började sin karriär som handbollsspelare i klubben TUSPO Obernburg (1998–2002), därefter har han spelat för TV Großwallstadt (2002–2003), SG Wallau-Massenheim (2003–2005) och åter för TV Großwallstadt 2005–2006. 2006 till 2016 spelade han för THW Kiel. I THW Kiel var han bland annat med om att bli tysk mästare åtta gånger (2007, 2008, 2009, 2010, 2012, 2013, 2014 och 2015), vinna Champions League tre gånger (2007, 2010 och 2012) och Europeiska Supercupen 2007. Han var även med i laget när det vann Tyska supercupen 2007 och 2008.
Han avslutade karriären med två säsonger i HBC Nantes. Sista matchen blev Champions League-finalen 2018 mot Montpellier HB, som HBC Nantes förlorade.

## Klubbar
- TUSPO Obernburg (1998–2002)
- TV Großwallstadt (2002–2003)
- SG Wallau/Massenheim (2003–2005)
- TV Großwallstadt (2005–2006)
- THW Kiel (2006–2016)
- HBC Nantes (2016–2018)

## Meriter i urval
- Champions League-mästare tre gånger (2007, 2010 och 2012) med THW Kiel
- Europeisk supercupmästare 2007 med THW Kiel
- Tysk mästare åtta gånger (2007, 2008, 2009, 2010, 2012, 2013, 2014 och 2015) med THW Kiel
- Tysk cupmästare sex gånger (2007, 2008, 2009, 2011, 2012 och 2013) med THW Kiel
- Tysk supercupmästare två gånger (2007 och 2008) med THW Kiel
- VM-guld 2007 med Tysklands landslag